# عمر محمود الجراح
عمر محمود الجرّاح (1 نوفمبر 1967 - ) أكاديمي أردني وعالم في الذكاء الاصطناعي. وأستاذ في هندسة الحاسوب وباحث في النظم الذكية والروبوتية (علم الروبوتات) والشبكات اللاسلكية والحوسبة السحابية. بالإضافة إلى كونه رئيس سابق لجامعة العلوم والتكنولوجيا الأردنية.

## حياته
وُلد عمر الجرّاح وترعرع في المزار الشمالي في إربد شمال الأردن، وتخرج من جامعة العلوم والتكنولوجيا الأردنية حاصلا على درجة البكالوريوس في هندسة الحاسوب مع مرتبة الشرف في عام 1991 وذلك قبل سفره إلى الولايات المتحدة وحصوله على درجة الدكتوراة من جامعة ولاية أوهايو في عام 1996.
شغل الجرّاح عدة مناصب قيادية حيث كان عميد كلية تقانة المعلومات (تكنولوجيا المعلومات) ومساعداً ونائبا للرئيس، وبعدها رئيسا لجامعة عمان العربية ويشغل حاليا منصب نائب رئيس الجامعة العربية المفتوحة.
في عام 2017؛ أُعفي من رئاسة جامعة العلوم والتكنولوجيا، وشغلت قضية إعفاءه الرأي العام في المجتمع الأكاديمي الأردني.